# Inondations de 2011 en Thaïlande
Les inondations de 2011 en Thaïlande sont de très fortes inondations, causées par quatre tempêtes consécutives et plus particulièrement par le débordement de la Chao Phraya et du Mékong, ayant affecté la Thaïlande. Depuis leur début au mois de juillet, à la fin à la mi janvier 2012 elles ont fait 815 morts et 3 disparus.
Le coût des dégâts est estimé par le Comité national du développement socio-économique de la Thaïlande, à 1 425 milliards de bahts (environ 33 milliards d’euros) de pertes.
Les inondations ont également affecté 2 000 000 hectares de terres agricoles dans 65 des 77 provinces que compte la Thaïlande, du nord de Chiang Mai à la capitale Bangkok et près de l'embouchure de la Chao Phraya. 13,6 millions de Thaïlandais ont été directement affectés par ces inondations.

## Conséquences

### Bilan humain

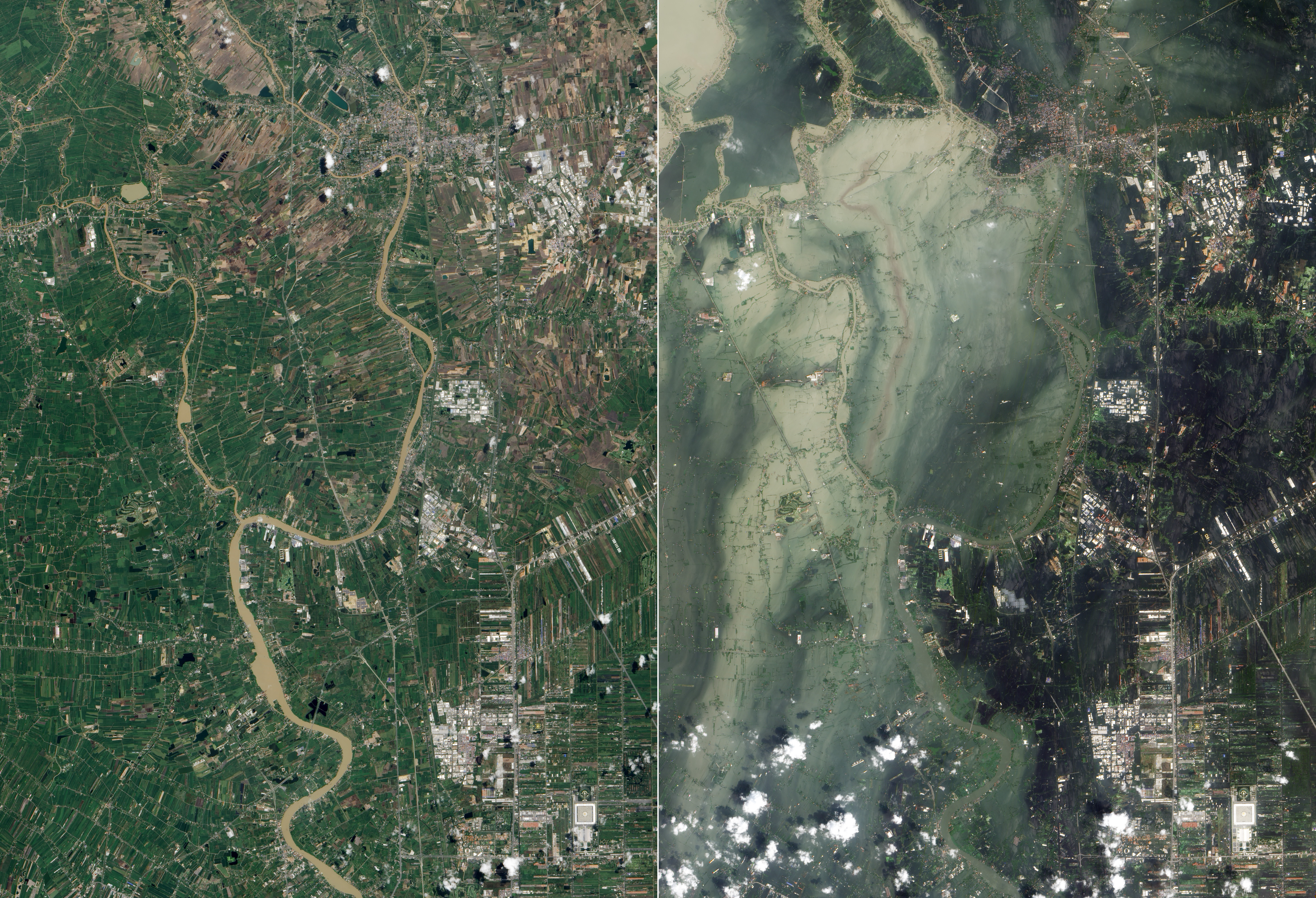
Image satellite des provinces d'Ayutthaya et de Pathum Thani avant et pendant l'inondation.

Les inondations ont été décrites comme les « pires inondations depuis des décennies ».
En date du 18 octobre, les inondations ont affecté 2 484 393 millions de personnes de 824 848 familles, causant 317 décès et 3 disparitions.
Le bilan a doublé en novembre : 605 décès dont 77 enfants morts noyés, près de 10% des 12 millions de résidents de Bangkok ont décidé de quitter la capitale et 2,6 millions de personnes se sont retrouvées sans toit.
A la fin des inondations, à la mi-janvier 2012, on compte 815 morts et 3 disparus.

### Économique

#### Estimation du sinistre
Les dommages ont été estimés à plus de 1425 milliards de Bahts. Une grande partie des dommages s'est produite dans l'industrie, avec 930 usines affectées dans 28 provinces. La baisse de la croissance économique est estimée de 0,6 à 0,9 %. 1 053 groupes scolaires ont été fermés en date du 19 septembre.
Au 25 novembre 2011, les autorités tablent sur une augmentation de 1,5 % du produit intérieur brut, contre 3,5 à 4 % avant la catastrophe.
Les inondations ont contribué à un total estimé à 259 milliards de dollars de pertes économiques au niveau mondial pour les neuf premiers mois de 2011. Ces pertes représentent 80% des pertes économiques totales de la planète et l'industrie de l'assurance a réagi en augmentant les taux dans certaines régions entre 50 et 200 pour cent ou encore en refusant de nouveaux clients en Asie.

#### Industrie

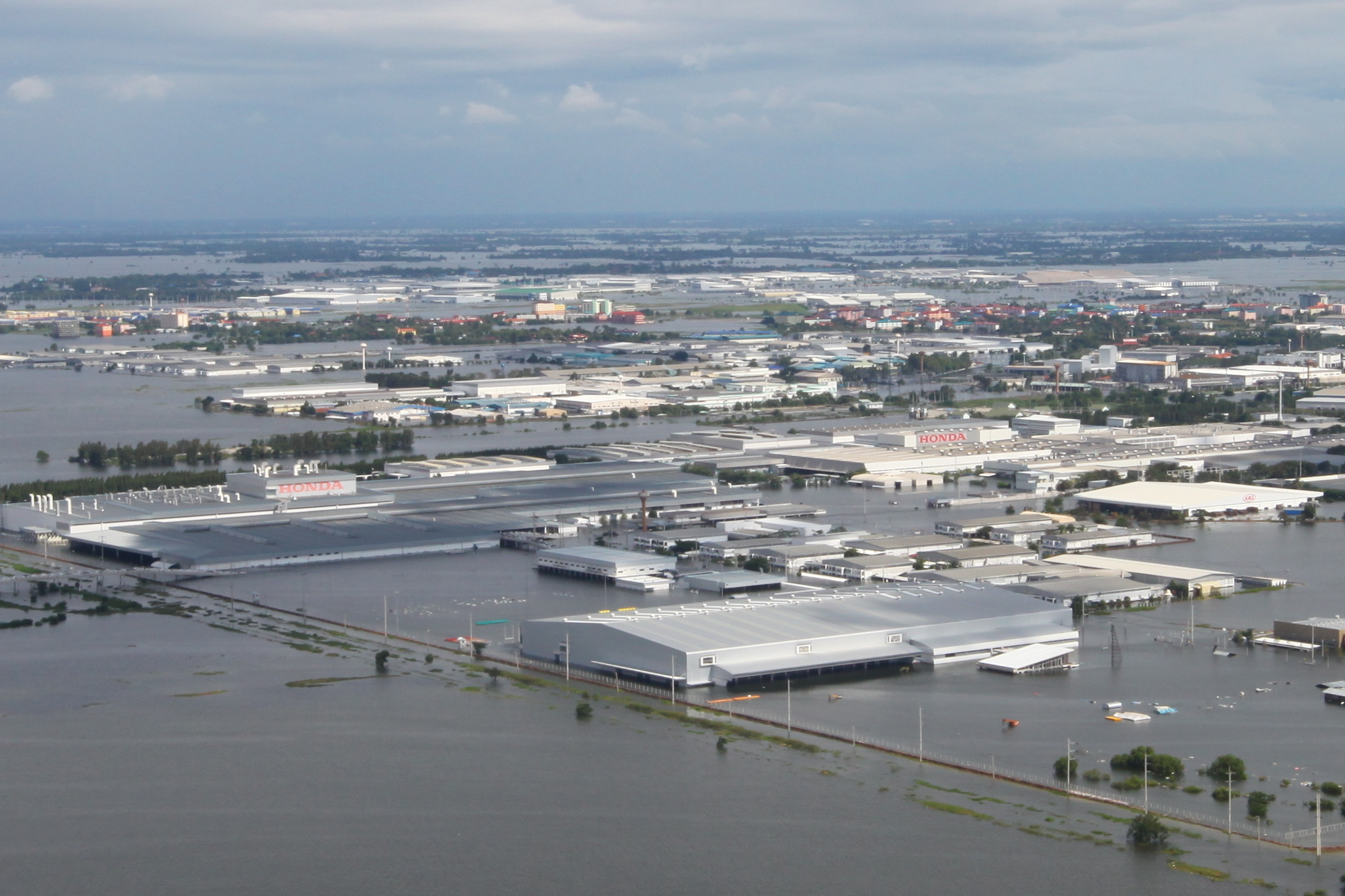
Usines inondées dans la province d'Ayutthaya.

L'inondation est à l'origine de l'arrêt de la production de nombreuses usines de disques durs, ce qui cause une pénurie à l'échelle mondiale pendant plusieurs mois. Plusieurs fabricants sont concernés, dont western digital et seagate, les leaders mondiaux. L'industrie numérique en est fortement perturbée pendant plus de deux ans.

## Laos
Le Laos a également été affecté, dans une moindre mesure. 4000 hectares de riz ont ainsi été détruits dans la province de Vientiane.

### Articles de revue (texte intégral)
- Cahier spécial inondations : l'heure du bilan, reportages et interviews, Gavroche Thaïlande, décembre 2011, n°206, pages 39 à 63